# Herregårde i Thisted Amt

## Vester Han Herred
- Slettegård, Hjortdal Sogn
- Ågård, Kettrup Sogn

## Hillerslev Herred
- Nørtorp, Ræhr Sogn
- Kølbygård, Hunstrup Sogn
- Ullerupgård, Sennels Sogn

## Hundborg Herred
- Egebaksande, Vang Sogn (proprietærgård, ikke en hovedgård)
- Faddersbøl, Hundborg Sogn
- Nørhågård, Nørhå Sogn
- Rosvang, Sjørring Sogn
- Råstrup, Hundborg Sogn
- Ulstrup, Hundborg Sogn

## Hassing Herred
- Gammel Ørumgård, Ørum Sogn
- Irup, Hørdum Sogn
- Kovstrup, Sønderhå Sogn
- Lyngholm, Hvidbjerg Vesten Å Sogn
- Rosholm, Harring Sogn
- Tandrup, Bedsted Sogn
- Øland, Harring Sogn
- Ørum Slot, Ørum Sogn

## Refs Herred
- Bodum Bisgård, Bodum Sogn
- Hindsels, Hvidbjerg Sogn
- Skibstedgaard, Ydby Sogn
- Vestervig Nedergård, Vestervig Sogn
- Vestervig Overgård, Vestervig Sogn

## Morsø Sønder Herred
- Blidstrup, Blidstrup Sogn
- Damsgård, Ovtrup Sogn
- Dueholm Kloster i Nykøbing Mors
- Ejstrupgård, Hvidbjerg Sogn
- Frøslevgård, Frøslev Sogn
- Glomstrup, Hvidbjerg Sogn
- Hvidbjerggård, Hvidbjerg Sogn
- Højris, Ljørslev Sogn
- Lund, Øster Assels Sogn
- Vejerslevgård, Vejerslev Sogn
- Ørndrup, Karby Sogn

## Morsø Nørre Herred
- Jølbygård, Solbjerg Sogn
- Nantrup, Flade Sogn
- Sø, Sejerslev Sogn
- Ullerup, Galtrup Sogn